# 宣平縣 (浙江省)
宣平縣是浙江省曾經存在的一個縣。明朝景泰三年（1452年）析丽水县置，治所在今浙江省武义县西南柳城畲族镇。明、清时属处州府。1958年撤消，其行政区域大部分划归武义县、小部分（曳岭区）划归丽水县（今丽水市莲都区）管辖。
该县地理上几乎等同于整个宣平溪流域，包括宣平盆地和周围山地，宣平溪属于瓯江流域，地理上武义县其他部分则属于钱塘江流域。原宣平县区域，目前约有人口10万，通用方言宣平話属于吴语上丽片（武义县其他地区的方言属于金衢片）。原宣平县所产宣莲和宣平棕棚是当地著名特产。